# Primera División (Uruguay) 1987
Die Saison 1987 der Primera División war die 84. Spielzeit (die 56. der professionellen Ära) der höchsten uruguayischen Spielklasse im Fußball der Männer, der Primera División.
Die Primera División bestand in der Meisterschaftssaison des Jahres 1987 aus 13 Vereinen, deren Mannschaften in insgesamt 156 von August bis in die zweite Dezemberhälfte jenes Jahres ausgetragenen Meisterschaftsspielen jeweils zweimal aufeinandertrafen. Es fielen 357 Tore. Die Meisterschaft gewann der Club Atlético Defensor als Tabellenerster vor Nacional Montevideo und Bella Vista als Zweitem und Drittem der Saisonabschlusstabelle.
Zudem wurden drei Abstiegsrelegationspartien durchgeführt. Dabei unterlagen die Rampla Juniors nach einem Sieg und zwei Niederlagen gegen Miramar Misiones und mussten in die Segunda División absteigen. Die Montevideo Wanderers und Nacional qualifizierten sich für die Copa Libertadores 1988.
Torschützenkönig wurde mit 13 Treffern Gerardo Miranda vom Meister Defensor.

## Jahrestabelle
| Pl. | Verein                 | Sp. | S  | U | N  | Tore    | Diff. | Punkte |
| --- | ---------------------- | --- | -- | - | -- | ------- | ----- | ------ |
| 1.  | Club Atlético Defensor | 24  | 14 | 5 | 5  | 032:180 | +14   | 33     |
| 2.  | Nacional Montevideo    | 24  | 13 | 4 | 7  | 040:230 | +17   | 30     |
| 3.  | Bella Vista            | 24  | 11 | 6 | 7  | 035:250 | +10   | 28     |
| 4.  | River Plate Montevideo | 24  | 11 | 8 | 5  | 036:340 | +2    | 30     |
| 5.  | Montevideo Wanderers   | 24  | 10 | 7 | 7  | 035:300 | +5    | 27     |
| 6.  | Danubio FC             | 24  | 10 | 5 | 9  | 029:210 | +8    | 25     |
| 7.  | Club Atlético Progreso | 24  | 9  | 7 | 8  | 024:250 | −1    | 25     |
| 8.  | Peñarol Montevideo (M) | 24  | 8  | 7 | 9  | 026:280 | −2    | 23     |
| 9.  | CA Cerro               | 24  | 6  | 9 | 9  | 018:240 | −6    | 21     |
| 10. | Central Español        | 24  | 8  | 3 | 13 | 016:270 | −11   | 19     |
| 11. | Miramar Misiones (N)   | 24  | 5  | 8 | 11 | 031:420 | −11   | 18     |
| 12. | Huracán Buceo          | 24  | 6  | 6 | 12 | 016:290 | −13   | 18     |
| 13. | Rampla Juniors         | 24  | 4  | 9 | 11 | 019:310 | −12   | 17     |

| (M) | Meister der vorangegangenen Saison  |
| (N) | Aufsteiger aus der Segunda División |

## Relegationsspiele
- Rampla Juniors – Miramar Misiones 2:1; 0:1; 1:2